# Opéra et ballet national de Norvège
L’Opéra et ballet national de Norvège (en norvégien : Den Norske Opera & Ballett) est la compagnie nationale norvégienne dédiée à l’opéra et au ballet. Fondée en 1957, elle se produit depuis 2008 à l’Opéra d'Oslo.

## Historique

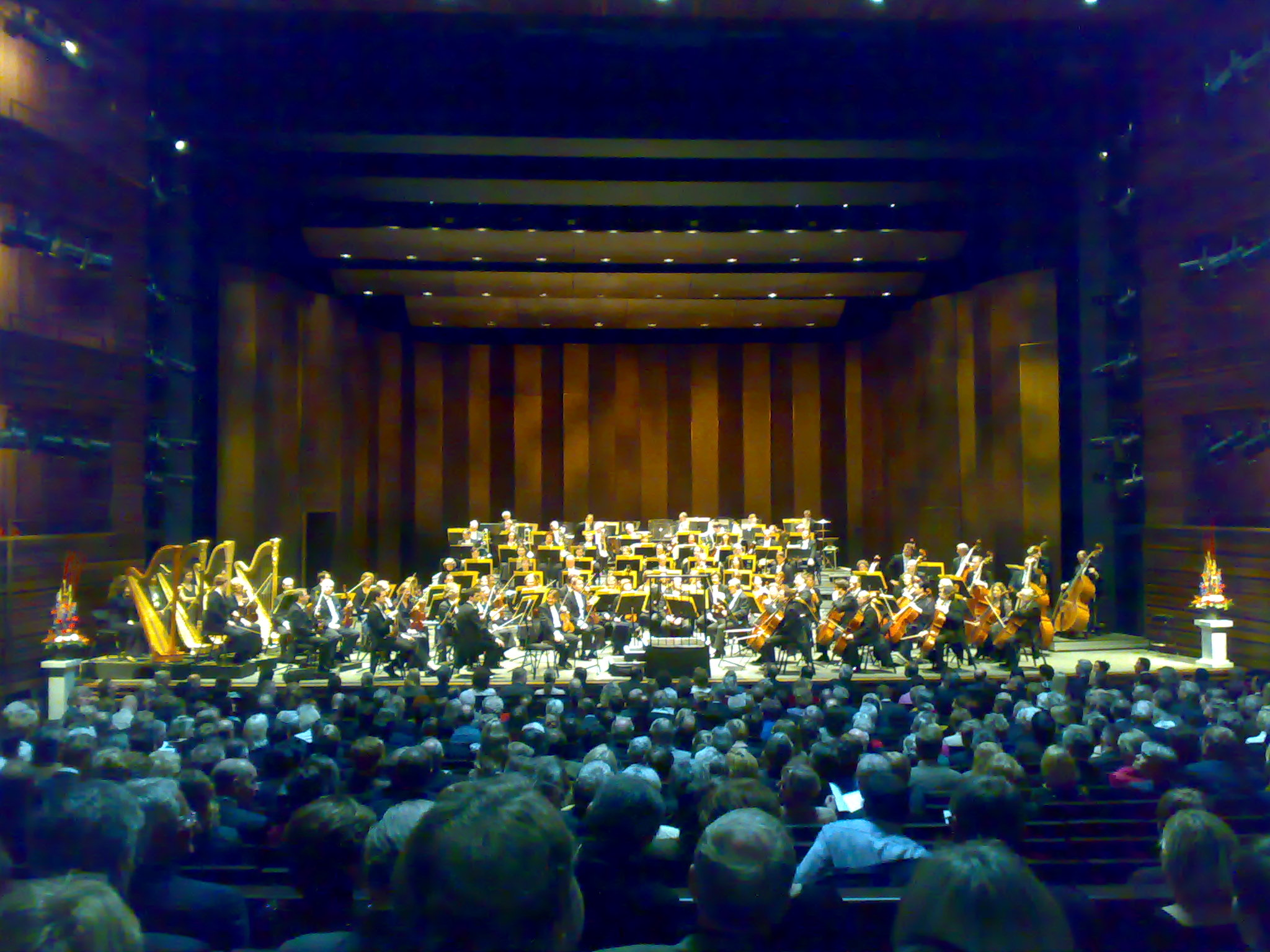
Concert à l'Opéra norvégien, Oslo, Norvège, le 19-04-2008.

L’Opéra et ballet national est créé en 1957, sur l’impulsion de l’État norvégien, de la ville d'Oslo et du Fonds norvégien pour l’opéra (Norsk Operafond) ; la compagnie d’opéra se produit au Folketeater d’Oslo à partir de sa première représentation : Lavlandet d’Eugen d'Albert en février 1959, tandis que le ballet donne son premier spectacle en novembre 1958 à Hamar. Les premiers dirigeants sont Kirsted Flagstad jusqu’en 1960 et Odd Grüner-Hegge.
À partir de 2008, la compagnie investit le nouvel opéra d'Oslo et se réorganise, l’organigramme comprenant désormais trois directeurs, dont un responsable du ballet et un autre de l’opéra. Les productions font la part belle aux auteurs norvégiens, comme Henrik Ibsen, dont les pièces Les Revenants et Hedda Gabler sont dansées par le ballet respectivement en 2015 et 2018.
En 2022, le britannique Edward Gardner est nommé directeur artistique de l'Opéra et ballet national de Norvège, dont il devient directeur musical à partir d'août 2024.

## Récompenses
- International Opera Award dans la catégorie « accessibilité  » (2015)[5].